# Сулейманиды (Йемен)
Сулейманиды (араб.  السليمانية as-Sulaymaniya‎) — алидская династия, правившая в 1063/9—1174 годах в Тихаме с центром в Хараде (регион, ранее принадлежавший Йемену, ныне на юго-западе Саудовской Аравии).

## Происхождение династии
Основатель династии — Сулейман ибн Абдаллах — был потомком четвёртого «праведного» халифа Али ибн Абу Талиба в шестом поколении, первый правитель из династии — Хамза ибн Ваххас — был потомком основателя династии в шестом поколении:
- Абу’ль-Хасан Али ибн Аби-Талиб
- аль-Хасан ибн Али аль-Муджтаба
- аль-Хасан ибн аль-Хасан аль-Мутанна
- Абд-Аллах ибн аль-Хасан аль-Камиль
- Муса ибн Абд-Аллах аль-Джаун — родоначальник шерифского клана Мусавитов
- Абд-Аллах ибн Муса ас-Салих
- Сулейман абн Абд-Аллах — эпоним династии
- Да’уд ибн Сулейман
- Абу-Фатик Абд-Аллах ибн Да’уд
- Абд-ар-Рахман ибн Абд-Аллах
- Абу-Таййиб Да’уд ибн Абд-ар-Рахман
- Ваххас ибн Да’уд
- Хамза ибн Ваххас — 1-й эмир Тихамы

## Изгнание из Мекки
Сулейманиды были одним из кланов шарифов (потомков Хасана ибн Али, внука пророка Мухаммеда), живших в Мекке. В 1061 году умер последний эмир Мекки из основной линии клана Мусавитов. Вслед за прекращением династии наступили беспорядки. Сулейманиды, боковая ветвь Мусавитов, пытались установить власть над городом, используя насильственные меры. В то же время представители клана Шаби, являвшиеся традиционными хранителями ворот Каабы, присвоили себе всё золото и серебро в помещениях храма. События в Мекке послужили поводом для вмешательства йеменского эмира Али ас-Сулайхи, который с большой свитой и войском совершил хадж в 1063 году. Шарифы попросили его назначить эмира из числа своих родственников, после чего покинуть город. Новым эмиром стал Абу Хашим Мухаммед (также представитель одной из боковых линий Мусавитов), родоначальник линии хавашимских шарифов.
Однако Хамза ибн Ваххас, предводитель Сулейманидов, посчитал свой клан ушемлённым в правах на престол. В ходе возникшего конфликта он был изгнан из Мекки. Хамза перебрался в Йемен и установил контроль над северной частью Тихамы, где он и его потомки правили как эмиры. Согласно Али ибн аль-Атиру, часть шарифов переселилась в Йемен в 1063 году, но другие источники говорят, что Хамза ибн Ваххас сопротивлялся правлению Бану Хавашим до 1069 года.

## Правление в Тихаме
Сулейманиды правили в части Тихамы в качестве вассалов Наджахидов (эмиров Забида), которым платили ежегодную дань в размере 60 тысяч динаров. Яхья ибн Хамза, сын Хамзы ибн Ваххаса, участвовал в разгроме Наджахидами войска сулайхидского военачальника Сабы в 1077 году.
Ганим ибн Яхья, внук Хамзы ибн Ваххаса, вмешивался во внутренние дела зейдитов в Северном Йемене в 1117 году. В 1134 году он принял участие в гражданской войне между наджахидским везиром Суруром и амбициозным рабом Муфлихом. Ганим во главе войска из 1’000 конных и 10’000 пехоты двинулся к Забиду, объединившись с Муфлихом, но был побеждён в битве при Махджаме. Муфлих вскоре умер, и везир Ганима вынужден был заключить мир с эмиром Фатиком II.
Спустя пару десятилетий на сцену выступили Махдиды, которые в 1158/9 году заняли Забид, свергнув династию Наджахидов. Эмир Ваххас ибн Ганим пал в битве с махдидским правителем Абд-ан-Наби в 1164 году, после чего бо́льшая часть владений Сулейманидов была захвачена Махдидами. В 1173 году египетский султан Салах-ад-Дин направил против Махдидов войско во главе со своим братом Шамс-ад-Дином Туран-шахом, который в течение года завоевал бо́льшую часть Йемена. Касим, брат Ваххаса ибн Ганима, присоединился с оставшимися у него силами к аййюбидскому войску, но вскоре после разгрома Махдидов умер.
Сулейманиды стали вассалами Айюбидов. Их боковая ветвь правила в Шибаме и Сааде до 1251 года, когда была свергнута рассидским эмиром Ахмадом аль-Махди. В дальнейшем сулейманидские шарифы упоминаются в местных источниках до 1556 года: в этом году они отправили послание аль-Мутаххару ибн Яхье, зайдитскому имаму Йемена, в котором сообщали о победе над турецким отрядом, посланным из Египта.

## Список правителей
(основная ветвь):
- 1063/9—1077: Хамза I ибн Ваххас
- 1077—1117: Яхья I ибн Хамза
- 1117—1134: Ганим I ибн Яхья
- 1134—1164: Ваххас I ибн Ганим
- 1164—1174: Касим I ибн Ганим

(боковая ветвь):
- 1158—1170: аль-Мутаваккиль Ахмад I ибн Хамза (в Шибаме)
- 1170—1215: аль-Мансур Абдаллах I ибн Ахмад (в Сааде)
- 1215—1232: Изз-ад-Дин Махмуд I ибн Ахмад (в Сааде)
- 1232—1251: аль-Мутаваккиль Ахмад II ибн Ахмад (в Сааде) († 1258)